# Печиська-Ловіцьке
Печиська-Ловіцьке (пол. Pieczyska Łowickie) — село в Польщі, у гміні Ілув Сохачевського повіту Мазовецького воєводства.
Населення — 55 осіб (2011).
У 1975-1998 роках село належало до Плоцького воєводства.

## Демографія
Демографічна структура станом на 31 березня 2011 року:
|          | Загалом | Допрацездатний вік | Працездатний вік | Постпрацездатний вік |
| -------- | ------- | ------------------ | ---------------- | -------------------- |
| Чоловіки | 24      | 3                  | 14               | 7                    |
| Жінки    | 31      | 8                  | 14               | 9                    |
| Разом    | 55      | 11                 | 28               | 16                   |